# Marco Valerio Messalla Corvino (console 61 a.C.)
Marco Valerio Messalla Corvino  (in latino Marcus Valerius Messalla Corvinus o anche Marcus Valerius Messalla Niger; fl. I secolo a.C.) è stato un politico romano.

## Biografia
Fu pretore nel 63 a.C., l'anno del consolato di Cicerone; fu poi console nel 61 a.C., l'anno in cui Publio Clodio violò i misteri della Bona Dea.
Nel 55 a.C. fu censore assieme a Vatia Isaurico: durante la loro censura i due tentarono di regolare lo straripamento del Tevere e non tennero il lustrum.

### Famiglia
Da sua moglie Polla, Messalla ebbe un figlio suo omonimo, Marco Valerio Messalla Corvino, e due figlie entrambe chiamate Valeria, che sposarono rispettivamente Quinto Pedio e Servio Sulpicio Rufo (oratore figlio dell'omonimo giureconsulto).